# 언유주얼즈
언유주얼즈(The Unusuals)는 2009년 4월 8일부터 6월 8일까지 ABC에서 방영된 텔레비전 시리즈이다. 뉴욕 경찰을 배경으로 하고 있다. 시즌 1, 에피소드 10개를 끝으로 막을 내렸고 시즌 2는 제작되지 않았다.

## 캐스트
- 앰버 탬블린 - Casey Shraeger
- 제러미 레너 - Jason Walsh
- 애덤 골드버그 - Eric Delahoy
- 해롤드 페리뉴 - Leo Banks
- 카이 레녹스 - Eddie Alvarez
- 조슈아 클로스 - Henry Cole
- 모니크 커넨 - Allison Beaumont
- 테리 키니 - Harvey Brown